# Lucuidonenses
I Lucuidonenses furono un'antica tribù della Sardegna descritta da Tolomeo. (III, 3) Abitarono a sud dei Carenses e dei Cunusitani, vicino ai Salcitani e a nord degli Æsaronenses.
È stato ipotizzato che questa popolazione giunse sull'isola nel tardo eneolitico dalla area provenzale; si tratterebbe quindi di una di quelle genti della corrente culturale campanifome che da più parti (Iberia, Centro Europa e appunto Midi francese) raggiunsero le coste sarde alla ricerca di metalli. Il nome è forse da connettere con Lugdunum, antico nome di Lione.